# Spoorlijn Limoges-Bénédictins - Périgueux
De spoorlijn Limoges-Bénédictins - Périgueux is een Franse spoorlijn van Limoges naar Périgueux. De lijn is 96,6 km lang en heeft als lijnnummer 611 000.

## Geschiedenis
De lijn werd geopend door de Compagnie du chemin de fer de Paris à Orléans op 26 augustus 1861.

## Treindiensten
De SNCF verzorgt het personenvervoer op dit traject met TER treinen.
| Serie | Treinsoort | Route                                                                 | Bijzonderheden                                 |
| ----- | ---------- | --------------------------------------------------------------------- | ---------------------------------------------- |
| D 31  | TER (SNCF) | Limoges-Bénédictins – Périgueux – Libourne – Bordeaux-Saint-Jean      |                                                |
| L 23  | TER (SNCF) | [ Limoges-Bénédictins – Saint-Yrieix ] [ Objat – Brive-la-Gaillarde ] | geen treinverkeer tussen Saint-Yrieix en Objat |
| L 31  | TER (SNCF) | Limoges-Bénédictins – Périgueux – Libourne – Bordeaux-Saint-Jean      |                                                |

## Aansluitingen
In de volgende plaatsen is of was er een aansluiting op de volgende spoorlijnen:
Limoges-Bénédictins
RFN 590 000, spoorlijn tussen Les Aubrais-Orléans en Montauban-Ville-Bourbon
RFN 606 000, spoorlijn tussen Le Dorat en Limoges-Bénédictins
RFN 610 000, spoorlijn tussen Limoges-Bénédictins en Angoulême
Nexon
RFN 613 000, spoorlijn tussen Nexon en Brive-la-Gaillarde
Bussière-Galant
RFN 614 000, spoorlijn tussen Bussière-Galant en Saint-Yrieix
RFN 615 000, spoorlijn tussen Saillat-sur-Vienne en Bussière-Galant
Thiviers
RFN 616 000, spoorlijn tussen Thiviers en Saint-Aulaire
RFN 617 000, spoorlijn tussen Le Quéroy-Pranzac en Thiviers
aansluiting La Cave
RFN 621 306, raccordement militaire van Périgueux
Périgueux
RFN 621 000, spoorlijn tussen Coutras en Tulle

## Galerij

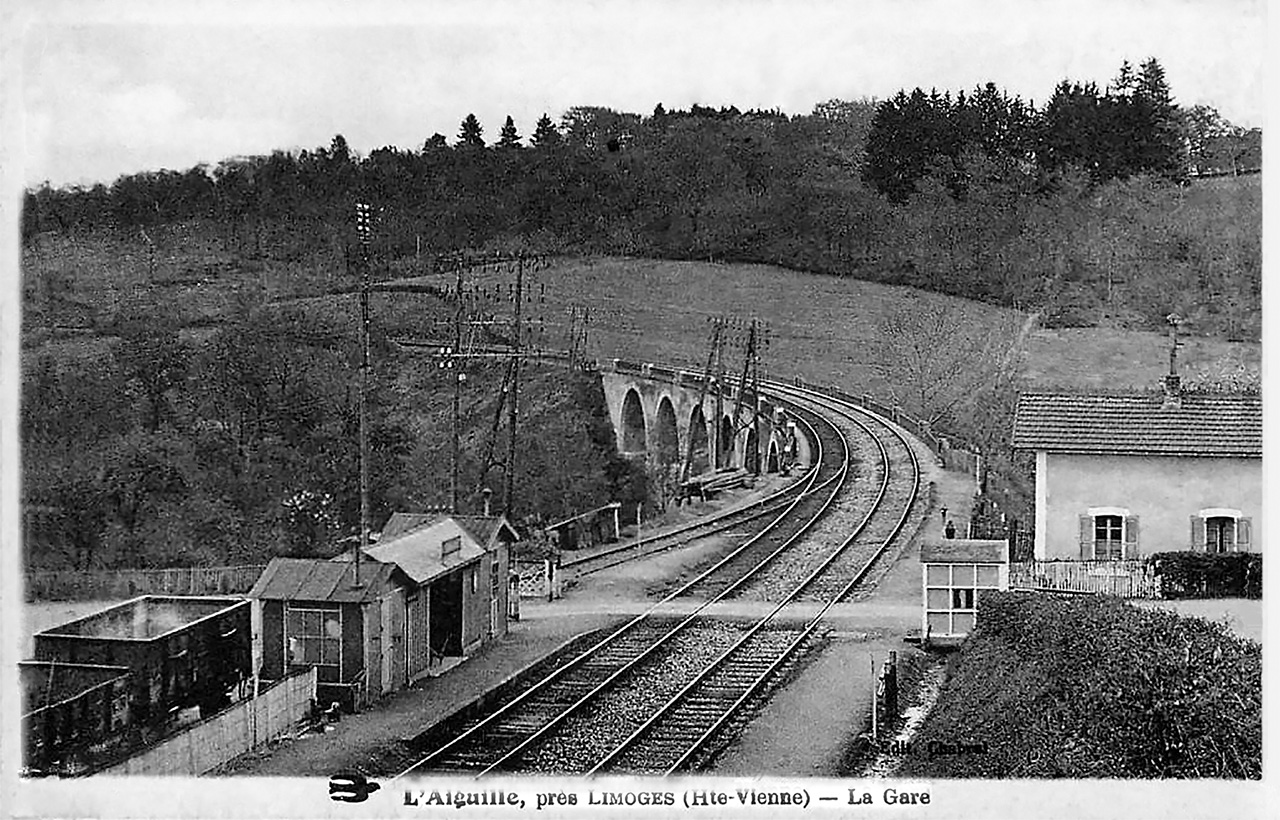
Station Aiguille begin 20e eeuw.
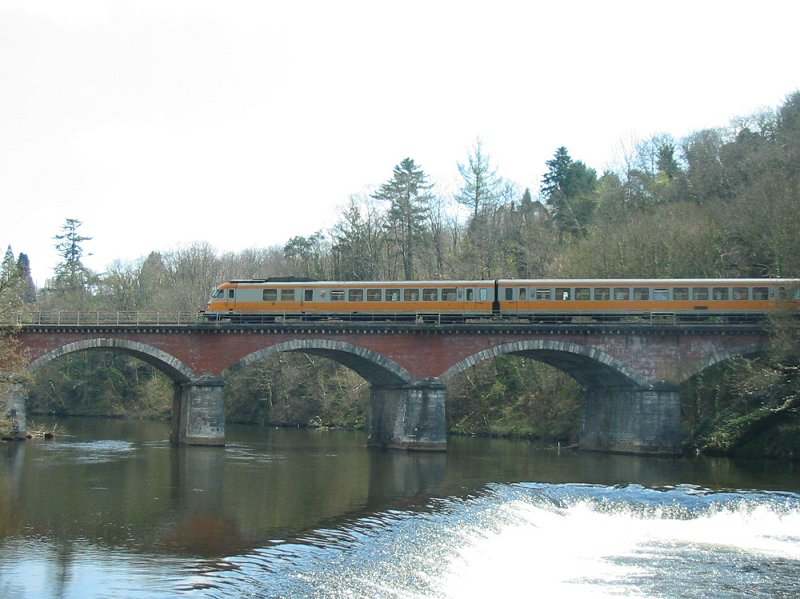
Spoorbrug over de Vienne.
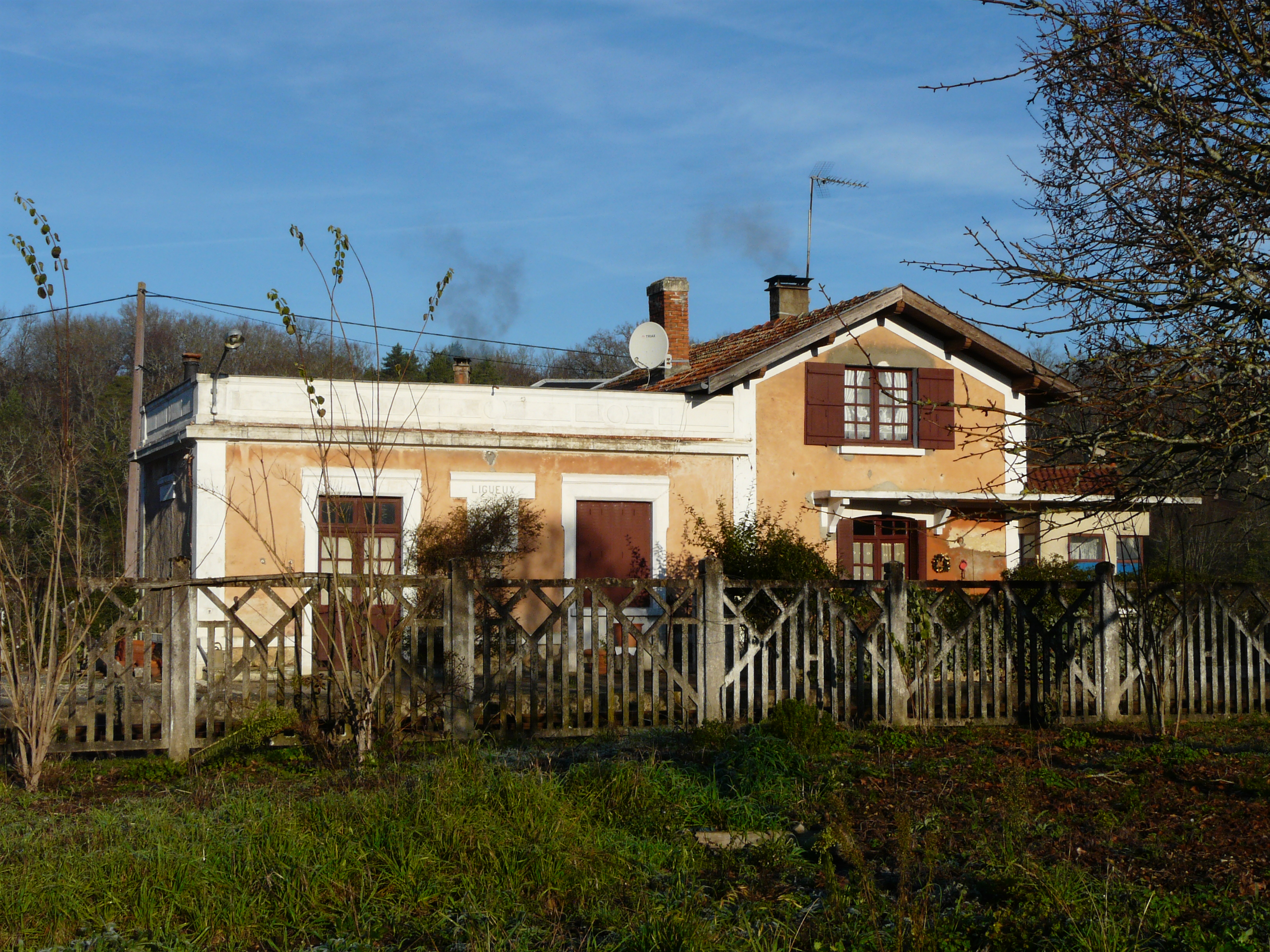
Station Ligueux.
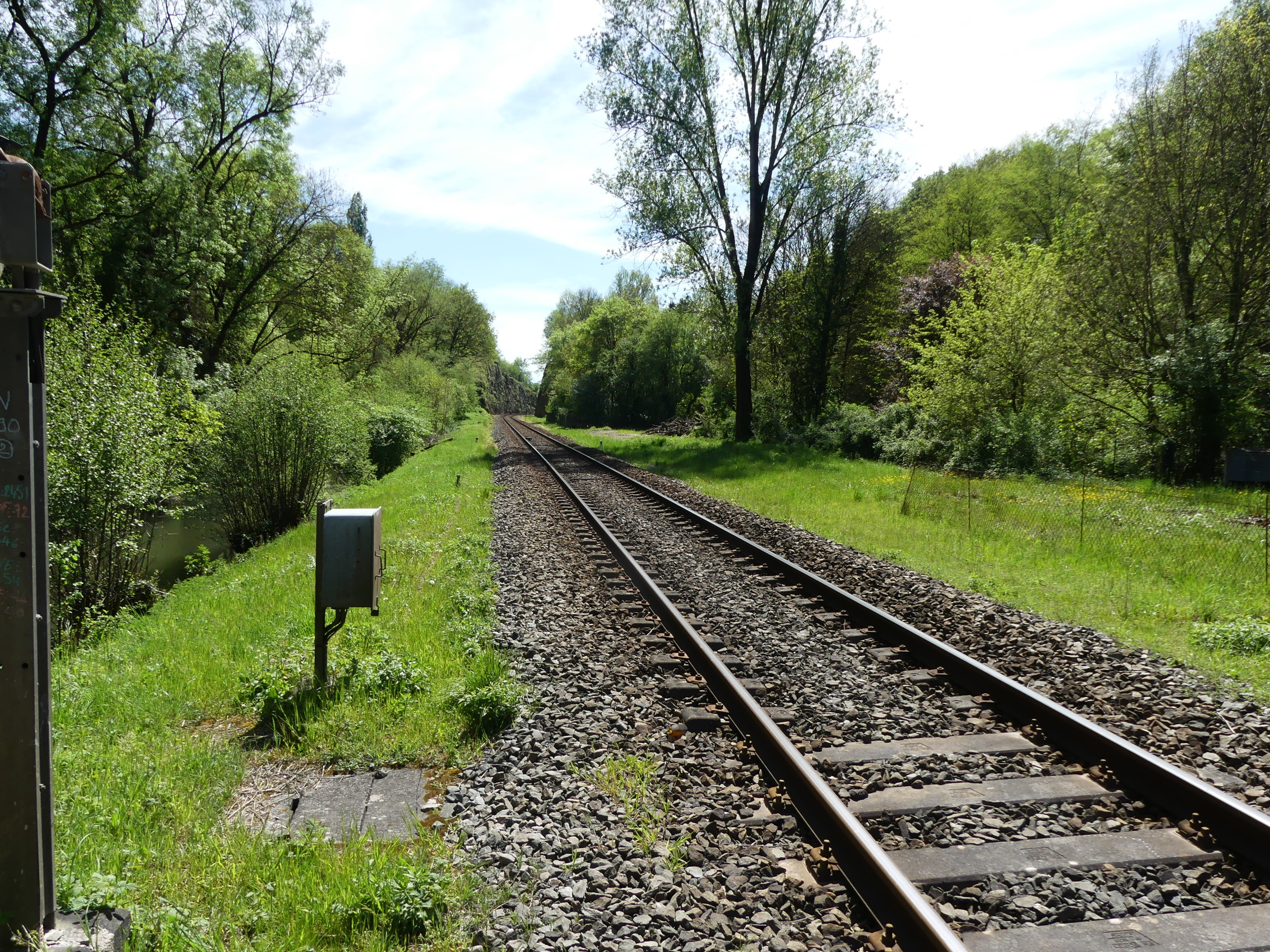
De lijn bij Chancelade.